# City Bell
 (juillet 2022).
City Bell est une ville argentine située dans la province de Buenos Aires et dans le partido de La Plata. Elle est située à environ 10 km au nord-ouest du centre de la ville de La Plata, chef-lieu homonyme et capitale de la province de Buenos Aires, et à 48 km de la capitale fédérale. Elle fait partie de la zone qui s'est développée sur la ligne de l'ancien Ferrocarril Sud (plus tard Chemin de fer General Roca), qui relie La Plata à Buenos Aires, ainsi que Tolosa, Ringuelet, Manuel B. Gonnet et Villa Elisa.

## Histoire
Le 18 juillet 1913, les héritiers de Jorge Bell vendent à la Sociedad Anónima City Bell une fraction d'environ 300 hectares de l'élevage de bétail Estancia Grande que la famille possédait dans les environs de La Plata.
Le 2 février 1914, la Sociedad Anónima City Bell demande au gouvernement provincial l'autorisation d'utiliser le terrain pour une installation, autorisation qui lui est accordée le 10 mai de la même année. Cependant, la vente des terres n'a pas le succès escompté et les terres sont utilisées pour des entreprises horticoles, par le biais de baux à des familles d'horticulteurs. Cette nouvelle initiative finit par consolider un petit centre de population dans la région, un fait auquel a également contribué l'inauguration de la gare de City Bell de l'ancien Ferrocarril Sud. Peu après, la principale avenue de la colonie naissante est pavée (la rue Cantilo, qui est encore aujourd'hui la principale route du quartier), un réseau d'eau potable de 12 km de long est installé, un bureau de poste est ouvert et en 1922, la construction d'une centrale électrique pour l'éclairage public et pour fournir de l'électricité aux foyers est lancée.

## Géographie
Selon l'ordonnance 11,443 du conseil délibératif de La Plata de novembre 2016, les limites de City Bell sont déterminées : « Depuis le canal Villa Elisa et la limite du partido d'Ensenada, le long de celui-ci jusqu'au rio Rodriguez, le long de celui-ci jusqu'aux voies du chemin de fer General Manuel Belgrano, le long de celui-ci jusqu'à la 446e rue, le long de celui-ci jusqu'à Camino General Belgrano, le long de celui-ci jusqu'à la 426e rue, le long de celui-ci jusqu'à la 18e rue... »
Selon le recensement national de la population et du logement de 2010, la ville de Bell compte 80 000 habitants. C'est un lieu de maisons basses et de grands jardins et parcs, ou quartiers de jardins. Il concentre une forte activité commerciale, notamment sur la route du Parque Centenario et autour de la rue Cantilo, qui est devenue la plus importante zone commerciale et de loisirs du nord de La Plata. Il est séparé de Villa Elisa par le Parque Ecologico Municipal, un parc public de 200 ha, et de Manuel B. Gonnet par l'Arroyo Rodriguez. Son climat est tempéré et humide, en raison de sa proximité avec le Río de la Plata.